# 엑기스호른
엑기스호른(Eggishorn)은 스위스 발레주의 피쉬 북쪽에 위치한 베른 알프스의 남동쪽에 있는 산이다. 케이블카역은 주요 봉우리에서 남쪽으로 500m 떨어진 피셔회를리(2,893m)라는 두 번째 정상에 있다.
엑기스호른은 2001년 유네스코에 의해 세계문화유산으로 지정된 융프라우-알레취-비취호른 지역 내에 있다. 북쪽 측면에는 알레치 빙하가 있다. 정상에서 보기는 레폰틴 알프스와 페나인 알프스(돔, 마터호른, 바이스호른)까지 확장된다.
피셔회를리 및 베트머호른과 함께 엑기스호른은 북-북동쪽에서 남남서 방향으로 이어지는 능선을 형성하며 양쪽에 가파른 경사가 있으며, 서쪽으로는 알레치 빙하, 동쪽으로는 론 계곡 위의 피셔알프 산악 고원을 마주한다. 지질학적 측면에서 이 산등성이는 화강암 아어대산괴의 변성 표면의 일부이다. 주요 암석 유형은 편마암과 편암이다.

## 사진

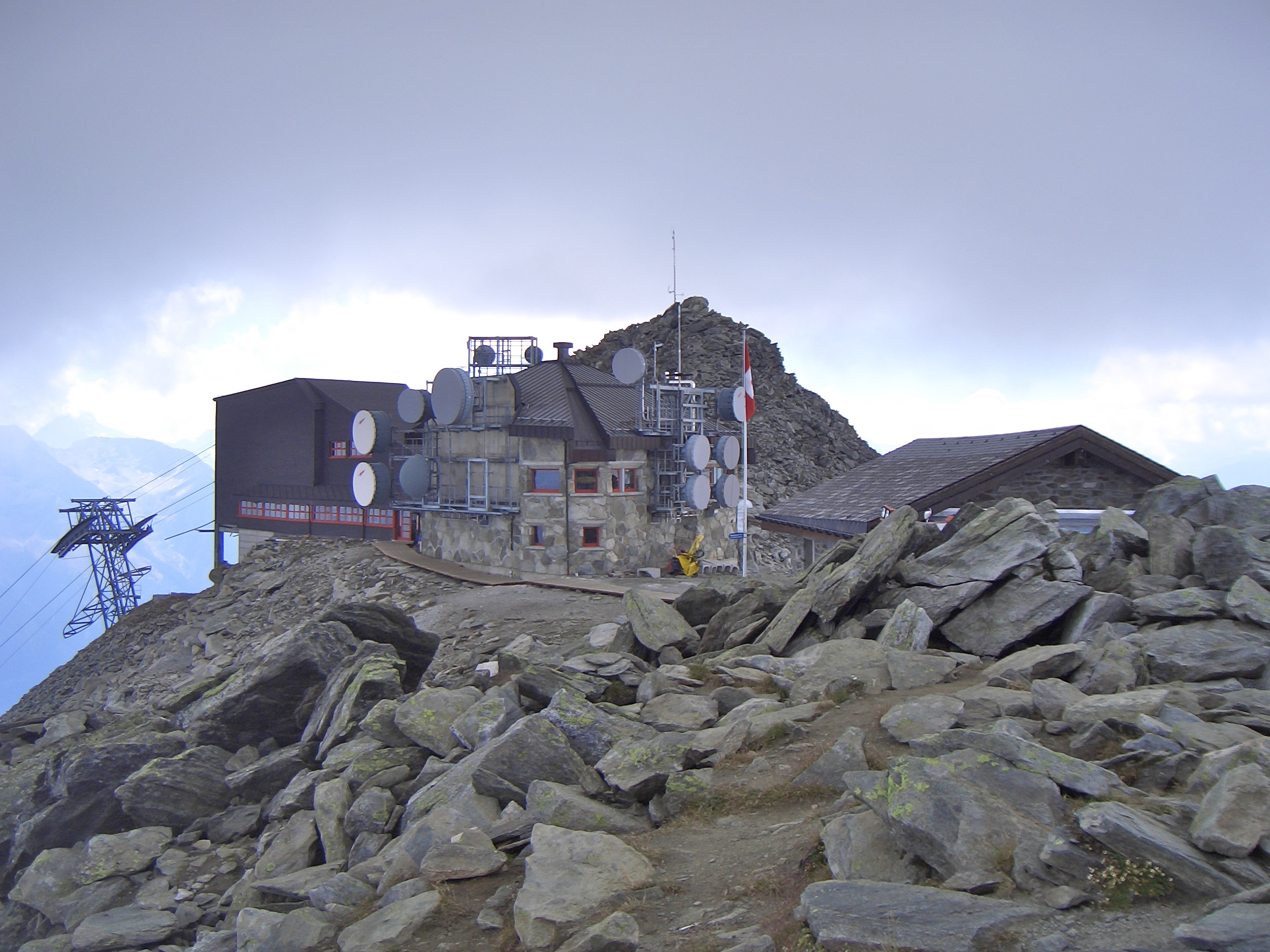
엑기스호른 종점, 2,926 m
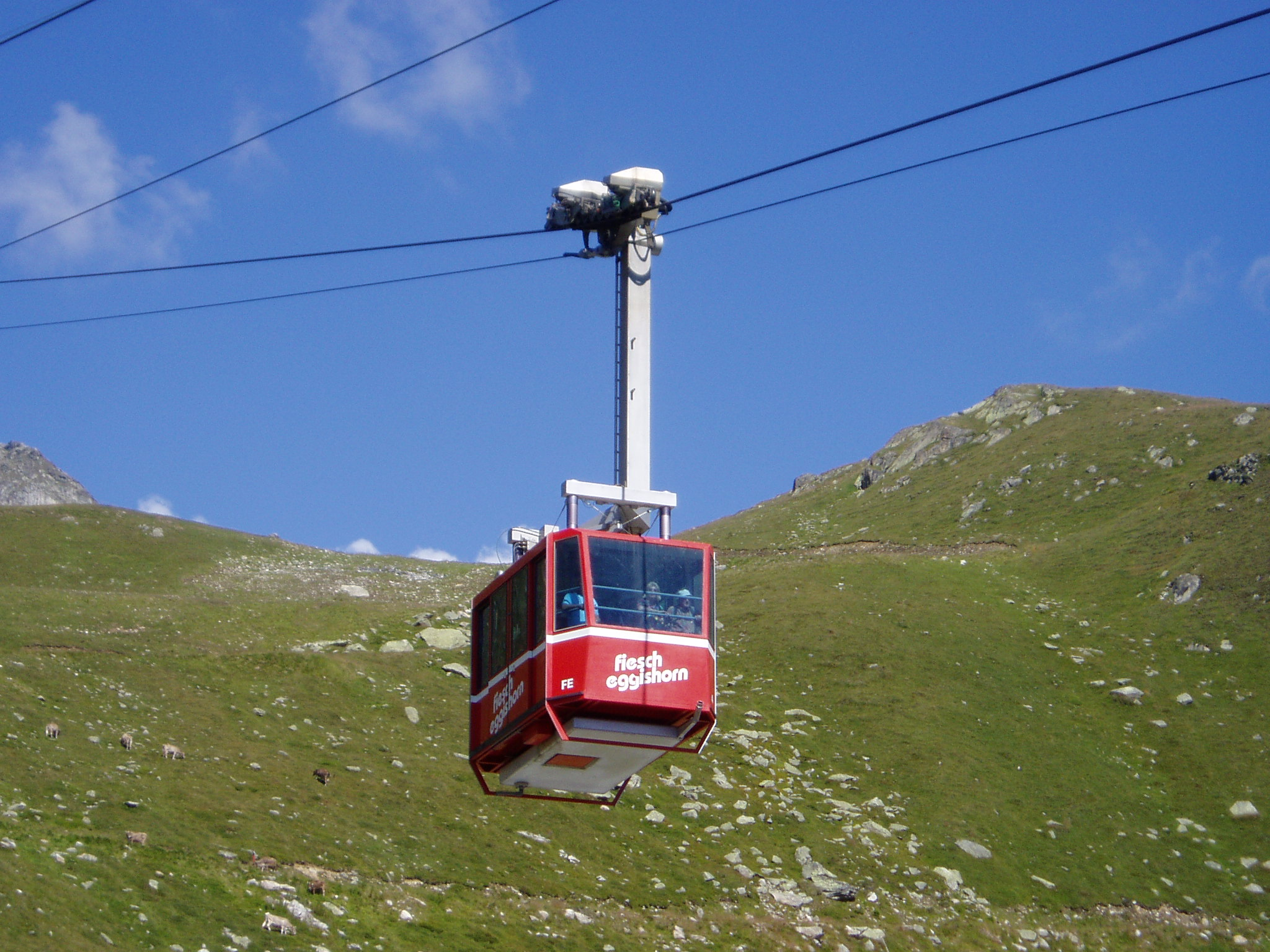
케이블카 피쉬 엑기스호른(FE)
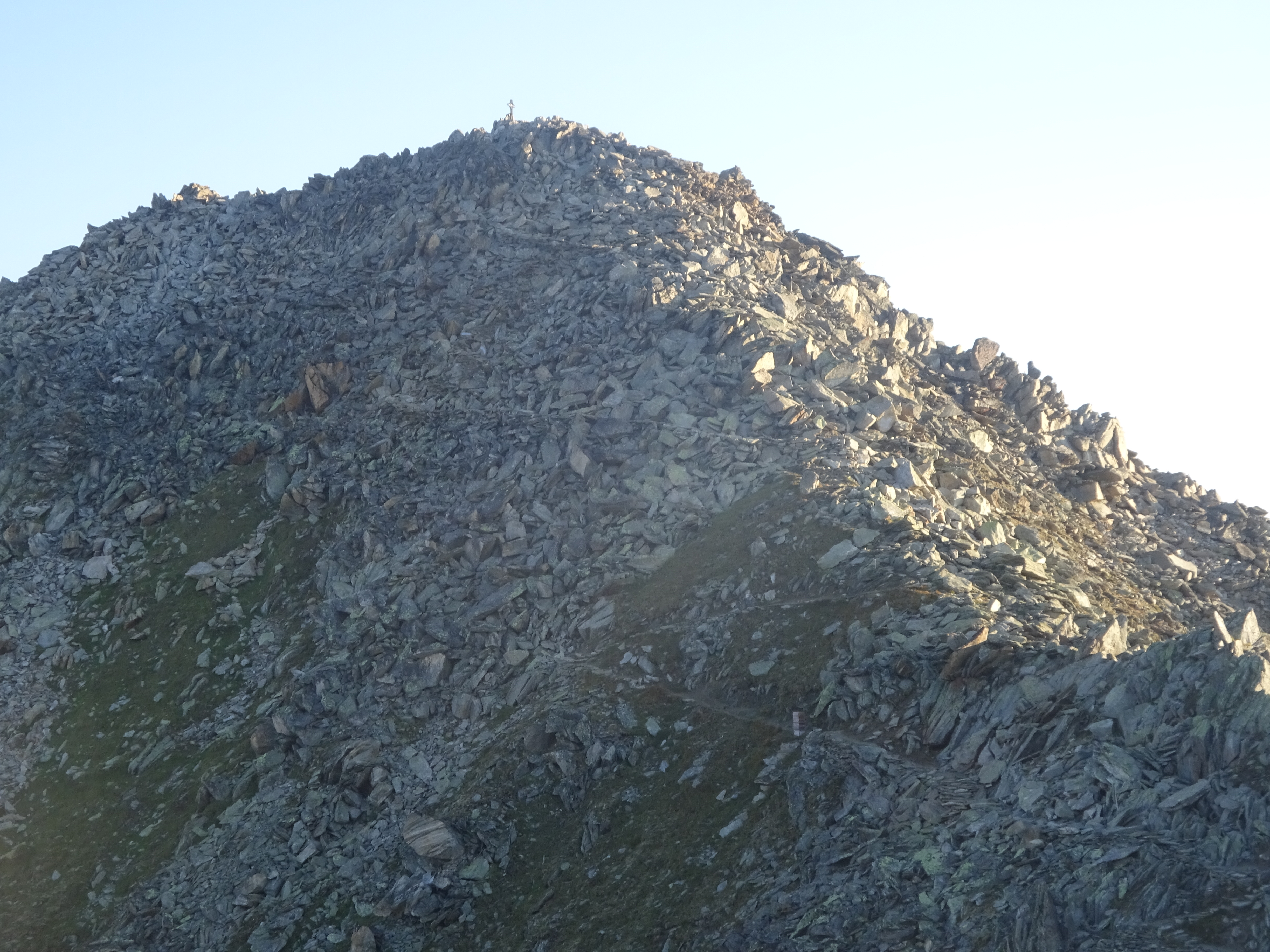
Gipfel des Eggishorns mit Schuttfeld unterhalb